# 科林·麦克劳林
科林·麥克勞林（英語：Colin Maclaurin，1698年2月—1746年6月14日），蘇格蘭人，是18世纪英国最具有影响的数学家之一，曾长期任教爱丁堡大学。他是牛頓晚年的學生，对几何和代数做出了重要贡献。麥克勞林级数——泰勒级数的一种特殊情况——即以他命名。

## 生平
1698年生於阿格爾郡的基爾默丹。
他的父親約翰·麥克勞林（John Maclaurin）是格蘭達魯爾山谷的牧師和愛爾蘭版聖歌的作者。
麥克勞林是牛頓晚年的學生，牛頓像當年巴羅發現他一樣以伯樂的眼光發現了麥克勞林。麥克勞林去世後，他的墓志銘刻著：曾蒙牛頓推薦。